# Blerta Basholli
Blerta Basholli (ur. 1983 w Prisztinie) – kosowsko-albańska scenografka, reżyserka i producentka filmowa.

## Życiorys
W czasie czteroletnich studiów na Uniwersytecie Nowojorskim pracowała nad wieloma projektami filmowymi. W 2006 nakręciła swój pierwszy film dokumentalny „Mirror, Mirror…”. Film odniósł sukces na Festiwalu Filmowym w Sarajewie (2006), Międzynarodowym Festiwalu Filmowym w Tiranie (2006), Balkan Black Box Film Festival (2006) w Berlinie oraz na Międzynarodowym Festiwalu Filmów Niezależnych i Wideo w Nowym Jorku (2016). W 2008 nakręciła film krótkometrażowy „Gjakova 726”. Pokazywano go na Festiwalu Filmowym w Rotterdamie (2009), Festiwalu Filmowym Busho (2009), Dokufest (2009), Toffifest (2009), Festiwalu Filmów Kobiet Filmmor (2009). W 2011 jej krótkometrażowy film  „Lena and Me” został pokazany i nagrodzony na First Run Film Festival 2011, Dokufest 2011, na Pogradec Film and Food Festival 2011, Skena Up 2011, Tirana International FF 2011 oraz 9/11 Film Festival 2012 (nagroda dla najlepszej aktorki).
W 2008 otrzymała stypendium dziekańskie w ramach programu dla absolwentów filmu w Tisch School of the Artists na Uniwersytecie Nowojorskim.
Jej debiutancki film fabularny Hive (2021) to pierwszy film z Kosowa, który znalazł się na krótkiej liście nominacji do Oscarów. Film opowiada prawdziwą historię Fahrije Hoti, która planuje otworzyć firmę w patriarchalnej społeczności Kosowa. Na Sundance Film Festival produkcja zdobyła główną nagrodę jury, nagrodę za reżyserię i nagrodę publiczności w kategorii dramat światowego kina.
Mieszka w Prisztinie. Z mężem Artanem Korenicą, kosowskim fotografem, ma dwójkę dzieci.